# Відкритий чемпіонат Японії з тенісу 2023
Відкритий чемпіонат Японії з тенісу 2023 — тенісний турнір, що проходив на кортах з твердим покриттям у Tokyo, Японія з 16 до 22 жовтня. Належав до категорії ATP 500.

## Фінальна частина

### Одиночний розряд
Бен Шелтон —   Аслан Карацев 7–5, 6–1

### Парний розряд
Рінкі Хіджіката /  Макс Перселл —  Джеймі Маррей /  Майкл Вінус 6–4, 6–1